# Leuronectes
Leuronectes es un género de coleópteros adéfagos de la familia Dytiscidae.

## Especies seleccionadas
- Leuronectes andinus	(Guignot 1958)
- Leuronectes curtulus	Regimbart 1899
- Leuronectes darlingtoni	Gueorguiev 1971
- Leuronectes gaudichaudii	(Laporte 1835)
- Leuronectes humilis	Sharp 1882
- Leuronectes labratus
- Leuronectes muelleri	(Kirsch 1865)
- Leuronectes parallelus	Sharp 1882